# Otzolotepec
Otzolotepec är en kommun i Mexiko.   Den ligger i delstaten Mexiko, i den sydöstra delen av landet, 40 km väster om huvudstaden Mexico City. Antalet invånare är 67 611.
Följande samhällen finns i Otzolotepec:
- Villa Cuauhtémoc Otzolotepec
- San Mateo Capulhuac
- Ejido de Mozoquilpan
- La Y
- Barrio de la Barranca
- Barrio de San Juan
- La Paja
- La Raya
- La Loma de Puente San Pedro
- La Joya
- San Isidro las Trojes
- La Rosa
- Barrio Solanos
- Rancho el Oxco
- Barrio el Capulín
- La Presa
- La Trampa